# Otávio Correia de Araújo
Otávio Corrêa de Araújo (Cabaceiras (PB), 27 de outubro de 1900 — Recife, 24 de maio de 1993) foi um político brasileiro.
Assumiu o governo de Pernambuco em duas oportunidades: a primeira na qualidade de presidente da Assembleia Legislativa de Pernambuco (1947/1948); a segunda, como vice-governador (1958/1959).

## Biografia
Era filho de Tranquilino Corrêa de Araújo e de Severina Cavalcanti de Araújo. Cursou o Ginásio Pernambucano e bacharelou-se pela Faculdade de Direito de Recife, em 1928.
Em 1930 foi nomeado prefeito de Vertentes, em Pernambuco. Após o fim do Estado Novo (1937-1945), elegeu-se deputado estadual constituinte em Pernambuco, no pleito de janeiro de 1947, pelo Partido Social Democrático (PSD). Presidiu a Assembléia pernambucana durante os trabalhos constituintes e, nessa condição, após a promulgação da nova Carta em julho de 1947, assumiu o governo de Pernambuco em substituição ao interventor Amaro Gomes Pedrosa. Transmitiu o cargo em fevereiro do ano seguinte a Alexandre José Barbosa Lima Sobrinho, que fora eleito governador em janeiro de 1947 e cuja posse fora retardada em consequência de recursos interpostos por seus adversários na Justiça Eleitoral do Brasil. Reassumiu interinamente o governo pernambucano em junho de 1949.
No pleito de outubro de 1950 elegeu-se deputado federal por Pernambuco, na legenda da Coligação Democrática Pernambucana, formada pela União Democrática Nacional (UDN), o Partido Republicano (PR), o Partido de Representação Popular (PRP), o Partido Democrata Cristão (PDC), o Partido Trabalhista Brasileiro (PTB) e o Partido Libertador (PL). Iniciou o mandato em fevereiro do ano seguinte, licenciando-se de dezembro de 1952 a julho de 1954 para ocupar a Secretaria do Interior e Justiça de Pernambuco durante o governo de Etelvino Lins (1952-1954).
Em 1954 elegeu-se novamente deputado estadual, na legenda da Aliança Social Democrática, constituída pelo Partido Social Progressista (PSP) e o Partido Libertador (PL). Deixou a Câmara dos Deputados em janeiro de 1955, para assumir no mês seguinte o mandato no Legislativo pernambucano. Em 1957 foi eleito pela Assembléia Legislativa, por votação indireta, para o cargo de vice-governador. Em outubro de 1958 reelegeu-se deputado estadual, na legenda do Partido Trabalhista Brasileiro (PTB), exercendo o mandato até o final da legislatura.
Com a cassação dos mandatos de alguns deputados, em razão do Ato Institucional Número Um (AI-1), de abril de 1964, baixado pelos militares após a deposição do presidente João Goulart, veio a assumir uma vaga na Assembléia Legislativa pernambucana. Em 1966, foi candidato a suplente de senador pela legenda do Movimento Democrático Brasileiro (MDB), partido de oposição ao regime militar, mas não foi eleito.
Aposentou-se em 1970, quando ocupava o cargo de assessor jurídico do Ministério da Agricultura.